# Trichosalpinx ciliaris
Trichosalpinx ciliaris é uma espécie de orquídea (Orchidaceae) originária do Brasil.